# Gerolamo Borgia
Gerolamo Borgia (1475–1550) foi um prelado católico romano que serviu como bispo de Massa Lubrense (1544–1550).

## Biografia
Gerolamo Borgia nasceu em Senise, na Itália, em 1475. Em 1544, foi nomeado durante o papado do Papa Leão X como Bispo de Massa Lubrense. Serviu como Bispo de Massa Lubrense até à sua morte em 1550.